# Los Olivos (distrikt)
Los Olivos (spanska: El distrito de Los Olivos) är ett av de 43 distrikten som utgör provinsen Lima, belägen i departementet med samma namn, i Peru. Distriktet gränsar i norr till Puente Piedra; i öster till distrikten Comas och Independencia; samt i söder och väster till distriktet San Martín de Porres.
Det anses vara det socioekonomiskt bäst konsoliderade distriktet i Lima Norte. 1989 avskildes det territoriellt från distriktet San Martín de Porres. Det är det enda distriktet i Lima Norte som inte har gränsproblem med någon annan.

## Historik
Under tiden för vicekungadömet Peru och tidiga år av republiken var det en del av det större distriktet Carabayllo.
I mitten av 1500-talet, när encomiendasystemet misslyckades, beviljade Municipalidad Metropolitana de Lima mark till Nicolás de Ribera i Chillón-dalen och till Francisco de Ampuero i Chuquitanta. På 1600-talet, nära dessa fastigheter, etablerades haciendorna El Naranjal, Pro, Infantas och Aznapuquio.
De första försöken att skapa en ny stadsdel går tillbaka till 1970, när en grupp grannar från El Trébol och Sol de Oro gick samman för att bilda en kommitté "Rosa de América". Den 4 februari 1977 skapades en ny kommitté. Distriktet inrättades officiellt den 6 april 1989, när det avskildes från San Martín de Porres. Den främsta anledningen till separationen var att distriktet San Martín de Porres mer eller mindre hade övergett dessa bostadsområden.